# أفضل هداف دولي في العالم 2015

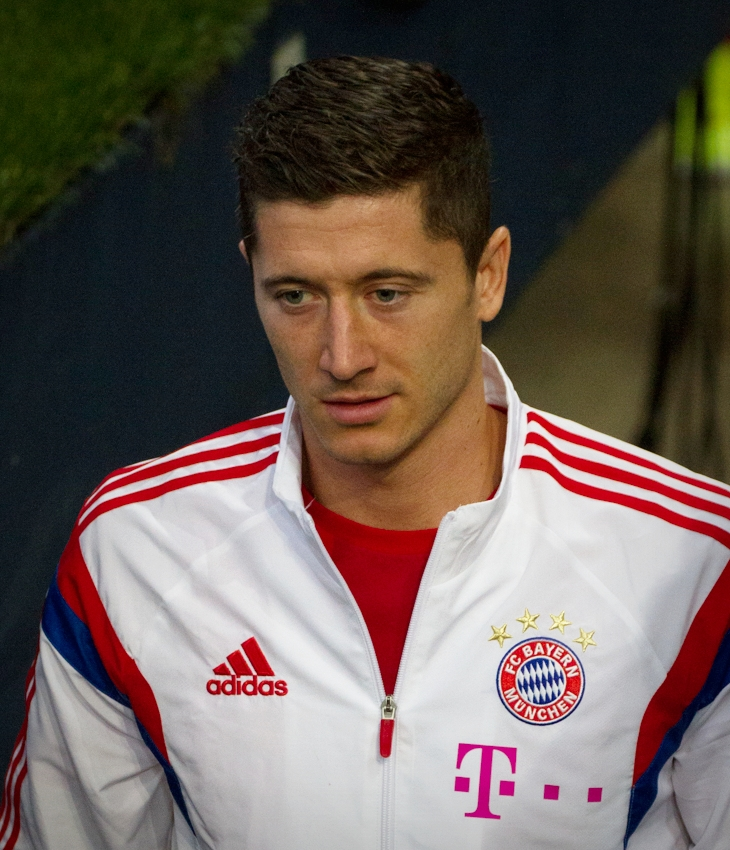
روبرت ليفاندوفسكي هداف العالم لعام 2015

حاز روبرت ليفاندوفسكي على لقب هداف العالم لعام 2015 برصيد 22 هدفا بحسب ما أعلن عنه الاتحاد الدولي لتاريخ وإحصاءات كرة القدم ويقام التصنيف على أساس احتساب الأهداف المسجلة خلال الفترة من 1 يناير 2015 حتى 31 ديسمبر 2015.
توج روبرت ليفاندوفسكي كهداف العالم لهذا العام للمرة الأولى والوحيدة في تاريخه.

## القائمة
جاءت هذه القائمة لابراز الهدافين خلال العام، كما هو موضح في الجدول التالي:
| التصنيف | لاعب                | البلد      | الإجمالي | اهدافه في المنتخب | اهدافه في الاندية | النادي                |
| ------- | ------------------- | ---------- | -------- | ----------------- | ----------------- | --------------------- |
| 1       | روبرت ليفاندوفسكي   | بولندا     | 22       | 11                | 11                | بايرن ميونخ           |
| 2       | أحمد خليل           | الإمارات   | 20       | 14                | 6                 | الأهلي                |
| 3       | كريستيانو رونالدو   | البرتغال   | 19       | 3                 | 16                | ريال مدريد            |
| 4       | محمد السهلاوي       | السعودية   | 18       | 18                | 0                 | النصر                 |
| 5       | لويس سواريز         | الأوروغواي | 16       | 0                 | 16                | برشلونة               |
| 6       | شو يانغ             | الصين      | 15       | 9                 | 6                 | شاندونغ لونينغ تايشان |
| 7       | توماس مولر          | ألمانيا    | 14       | 5                 | 9                 | بايرن ميونخ           |
| 8       | علي مبخوت           | الإمارات   | 13       | 13                | 0                 | الجزيرة               |
| 8       | حمزة الدردور        | الأردن     | 13       | 13                | 0                 | الرمثا                |
| 8       | زلاتان إبراهيموفيتش | السويد     | 13       | 11                | 2                 | باريس سان جيرمان      |
| 8       | نيمار               | البرازيل   | 13       | 4                 | 9                 | برشلونة               |
| 12      | سيرخيو أغويرو       | الأرجنتين  | 12       | 10                | 2                 | أتلتيكو مدريد         |
| 12      | ليونيل ميسي         | الأرجنتين  | 12       | 4                 | 8                 | برشلونة               |